# Massimo Sacchi
Massimo Sacchi (Milano, 17 maggio 1950) è un ex nuotatore italiano.

## Biografia
Nato nel 1950 a Milano, è fratello di Mara Sacchi e zio di Luca Sacchi, entrambi nuotatori olimpici, partecipanti rispettivamente ai Giochi di Tokyo 1964 la prima e di Seul 1988, Barcellona 1992 e Atlanta 1996 il secondo, bronzo a Barcellona nei 400 m misti.
A 18 anni ha partecipato ai Giochi olimpici di Città del Messico 1968, nella staffetta 4x100 m misti insieme ad Antonio Attanasio, Pietro Boscaini e Franco Del Campo, uscendo in batteria, 5º con il tempo di 4'10"3.